# Ken Wakui
Ken Wakui (japonès: 和久井健)  (segle XX) és un artista de manga japonès. El 2005, Wakui va publicar la seva primera sèrie de manga, Shinjuku Swan, que va tenir una bona acollida i se'n varen fer múltiples adaptacions. Després del seu èxit, Wakui va publicar el 2017 Tokyo Revengers, que també va tenir una bona acollida.

## Biografia
Ken Wakui va viure uns deu anys, que varen coincidir en part amb la seva adolescència, als carrers de Tòquio, en el món del mizu shobai, treballant a la indústria de l'oci nocturn relacionant-se amb bandes juvenils de carrer, amb la Yacuza, i amb treballadors sexuals d'ambdós sexes. No obstant això, més tard va trobar feina en un bar i finalment es va graduar de l'escola secundària.
El 2004, Wakui va presentar l'obra Shinjuku Swan al Weekly Young Magazine Newcomer Award, on va obtenir una menció honorífica. L'any següent, va començar la serialització a la revista Weekly Young Magazine, on es va publicar fins al 2013. La sèrie va tenir una bona rebuda i va obtenir una recomanació del jurat al 12è Japan Media Arts Festival. També es va adaptar a dues pel·lícules d'acció en viu, que es van estrenar el maig de 2015 i el gener de 2017.
El març de 2017, Wakui va llançar Tokyo Revengers a la revista Weekly Shōnen Magazine. La sèrie es va fer popular ràpidament i va guanyar el premi Kodansha Manga a la categoria shōnen el 2020. També ha tingut múltiples adaptacions, en particular una sèrie de televisió d'anime i una pel·lícula d'acció en directe.

## Obres
- Shinjuku Swan (新宿スワン) (2005–2013) (serialitzat a Weekly Young Magazine)[8]
- Abaddon (2010–2012) (serialitzat a Weekly Young Magazine)[9]
- Budgerigar (セキセイインコ) (2014–2015) (serialitzat a Weekly Young Magazine)[10]
- Desert Eagle (デザートイーグル) (2015–2016) (serialitzat a Weekly Shōnen Magazine)[11]
- Tokyo Revengers (東京卍リベンジャーズ, Tōkyō Ribenjāzu) (2017–2022) (serialitzat a Weekly Shōnen Magazine)
- Astro Royale (願いのアストロ, Negai no Asutoro, Negai no Astro) (2024-2025) (serialitzat a Weekly Shōnen Jump)